# Zakk Sandler
Zachary "Zakk" Sandler (Miami, Florida; 12 de noviembre de 1988) es un músico, bajista, guitarrista y tecladista estadounidense conocido por haber sido el tecladista/guitarrista de la banda de post-hardcore Falling In Reverse, anteriormente era el bajista, y también por ser el exbajista de la banda de heavy metal Black Tide.

## Biografía
Zakk Sandler nació el 12 de noviembre de 1988 en Miami, Florida, Estados Unidos, inició tocando guitarra a los 8 años de edad pero después empezó a tocar el bajo, en 2004 sería contactado para formar parte de la banda "Radio" pero después esta cambiaria su nombre a Black Tide y tras dos demos, cuatro E.Ps y dos álbumes de estudio, Zakk deja la banda en 2013, a inicios del año 2015, Zakk sería contactado por Ronnie Radke para unirse a Falling In Reverse en el cual esta actualmente.

## Carrera musical

### Black Tide (2004-2013)
En 2004 Zakk fue contactado para unirse a la banda "Radio" el cual fue renombrada a Black Tide lanzando su primer demo titulado Radio, tras un EP lanzado, lanzarían su primer álbum titulado Light From Above en 2008.
En 2010 Zakk realizó un video de un minuto en el estudio el cual informaba su segundo álbum de estudio titulado Post Mortem publicado en 2010 el cual sería el último álbum de Zakk, en 2013 Sandler deja la banda

### Falling In Reverse (2015-2019)
En febrero de 2015, Zakk sería presentado como nuevo bajista de Falling In Reverse tras la salida de Jonathan Wolf, Zakk inició como miembro de giras ayudandolos en el "Three Ring Circus Tour" "Dying Is Your Latest Fashion Tour" y el "Just Like You Latin America Tour", se convirtió en miembro oficial en octubre de 2015 apareciendo en el video de la canción "Chemical Prisoner".
A inicios de 2016, Zakk y los demás de la banda entran al estudio para grabar el cuarto álbum de la banda el cual sería su primera participación de Zakk en la banda como bajista, el álbum fue publicado el 7 de abril de 2017 titulado Coming Home este sería su material más reciente.
En julio de 2018 la banda lanzó el sencillo "Losing My Life", en el que se pudo notar que Zakk dejó de tocar el bajo y pasó a ser tecladista y guitarrista rítmico. El 8 de abril de 2019 la banda lanzó el sencillo "Drugs", Zakk no fue incluido en el vídeo lo cual generó dudas sobre si Zakk había dejado la banda, más tarde el vocalista Ronnie Radke lanzó en Twitter sobre la permanencia de Zakk: "Todos amamos a Zakk, una de mis personas favoritas, pero quiere enfocarse en su vida familiar y el negocio que dirige en este momento, no significa que no vaya una proxima gira con nosotros" confirmando que aún es miembro de la banda y que solo está tomando una pausa. Pero este confirmó su salida en sus estados de Instagram tiempo después.

## Vida personal
Aparte de la banda Zakk se dedica a dar clases de bajo ya sea personal o por internet y también tiene una línea de ropa, su línea de ropa más famosa es una playera donde aparece su rostro y dice "Zakk Sandler is my animal spirit" que traducido al español dice "Zakk Sandler es mi espiritu animal".
Zakk también fue por un corto tiempo bajista de giras de la banda Escape the Fate en 2011.

## Discografía
Black Tide (2004-2013)
- Radio (Demo) (2004)
- Black Tide (Demo) (2006)
- Road Warrior (EP) (2008)
- Al Cielo (EP) (2011)
- Just Another Drug (EP) (2012)
- Bite the Bullet (EP) (2013)
- Light From Above (2008)
- Post Mortem (2011)

Falling In Reverse (2015-2019)
- Coming Home (2017)